# گاه‌شمار خیزش ۱۴۰۱ ایران (آبان)
گاه‌شمار خیزش ایران در آبان ۱۴۰۱ شامل رویدادهای اعتراضی این ماه به ترتیب روز می‌شود.

## ۱ آبان
فرهنگیان و معلمان در برخی شهرها دست به اعتصاب زده و در دفاتر مدارس تحصن کردند. دانشجویان دانشگاه‌های علامه طباطبایی تهران، دانشگاه شریف تهران، دانشگاه هنر یزد، و دانشگاه آزاد گوهردشت با تجمع در محوطه این دانشگاه‌ها شعارهای ضد حکومتی سر دادند. جو سنگین امنیتی در منطقه ویژه عسلویه با حضور خودروهای ضد شورش حاکم بود. ورود و خروج در عسلویه کنترل می‌شد و مأموران هر گونه اعتراضی را با سلاح‌های سرد و گرم خاموش می‌کردند. در باغستان کرج تعدادی از معترضان شعار می‌دادند «سید علی آبان اومده، ماه انتقام اومده.»

## ۲ آبان
دانشگاه‌های مختلف ایران روز دوشنبه دوم آبان صحنه اعتراضات دانشجویان به رژیم بود. دانشجویان و پزشکان نظام‌پزشکی در شیراز دست به تجمع اعتراضی زدند. این تجمع اما با هجوم نیروهای امنیتی به خشونت کشیده شد. دانشگاه خواجه نصیر تهران محل نشست پرسش و پاسخ با علی بهادری جهرمی، سخنگوی دولت ابراهیم رئیسی، بود اما این نشست با اعتراضات دانشجویان ناتمام ماند. دانشگاه علوم‌پزشکی آزاد تهران، دانشگاه اصفهان، دانشگاه آزاد دزفول، دانشگاه شریف، دانشگاه علوم‌پزشکی زاهدان، دانشگاه آزاد واحد غرب تهران، دانشگاه آزاد واحد همدان، علم و صنعت تهران و دانشگاه هنر تبریز صحنه اعتراضات و شعارهای دانشجویان علیه حاکمیت بود. در پی تهاجم نیروهای امنیتی و ضرب و شتم دانش‌آموزان مدرسه دخترانه صدر در تقاطع خیابان مرتضوی و کارون، خانواده دانش‌آموزان در خیابان نزدیک محل حادثه با نیروهای امنیتی درگیر شدند. معترضین در شهرهای مهاباد، سردشت، سقز، و سنندج در تجمع‌های پراکنده و «محله محور» به خیابان آمده و بار روشن کردن آتش خیابان‌ها را مسدود کردند.

## ۳ آبان
در این روز دانشجویان دانشگاه علم و صنعت تهران همزمان با سر دادن شعارهای ضدحکومتی اسم پارک بانوان این دانشگاه را به پارک «ژینا» تغییر دادند. دانشجویان دانشگاه قم با حضور در محل سخنرانی سخنگوی دولت علی بهادری‌جهرمی و سر دادن شعارهایی از جمله «آزادی، آزادی، آزادی» و «دانشجو می‌میرد، ذلت نمی‌پذیرد» به حضور جهرمی و همراهانش در این دانشگاه اعتراض کردند. دانشجویان دانشگاه علامه طباطبایی تهران، دانشگاه بهشتی تهران، و دانشگاه چمران اهواز نیز در این روز به اعتراضات ادامه دادند. یک دختر پایه سوم راهنمایی مدرسه پروین اعتصامی ایرانشهر در این روز و در اثر ضرب و شتم گارد امنیتی و در اثر ضربه به ناحیه سر کشته شد.

## ۴ آبان
پس از ۱۶ مهر این دومین بار در طی اعتراضات سراسری بود که هیمنه نظام شکسته شد به طوری که در بسیاری مناطق یا نیروهای حکومتی قادر به سرکوب نبودند یا اصلاً حضور نداشتند. معترضان در این روز و برای مراسم چهلم مهسا امینی در سراسر کشور گسترده‌ترین اعتراضات از زمان شروع خیزش را در روز و در پاسی از شب برگزار کردند. در سقز معترضان به رغم تلاش‌های رژیم برای جلوگیری از برگزاری مراسم، راهپیمایی و تظاهرات بسیار گسترده برگزار کردند که با تیراندازی از سوی نیروهای حکومت پاسخ داده شد.
دیگر معترضان در شهرهای سنندج، اصفهان، مریوان، مهاباد، مشهد، دیواندره، دهگلان، جوانرود، شیراز، رشت، اهواز، بوشهر، گیلان غرب، قصر شیرین، قزوین، نجف آباد، همدان، رودهن، کرمان، تبریز، کرج، گوهردشت، ایرانشهر، بابلسر، دامغان، ملایر، جوانرود، بروجرد، ارومیه، اراک، اردبیل، خوراسگان، کاشان، زرین‌شهر، شهریار، یزد، زنجان، آمل، زاهدان، و سمنان اعتراضات سراسری برگزار کردند و شعارهای اعتراضی سر دادند و اقدام به آتش‌سوزی وسایل کردند معترضان در شهر کرمان اقدام به برگزاری اعتراضات و اعتصابات کرده و جو شدید امنیتی در این شهر درگرفت. در دانشگاه تهران دانشجویان دندان‌پزشکی در محوطه این دانشگاه تجمع کرده و شعار «آزادی، آزادی، آزادی» سر دادند.
در تهران گروهی از کادرهای درمان تهران با تجمع در مقابل سازمان نظام پزشکی در خیابان کارگر شمالی با نیروهای پلیس درگیر شدند. خیابان آزادی، میدان توپخانه، میدان هفت تیر، ایستگاه متروی شریعتی، خیابان مولوی حدفاصل میدان محمدی تا میدان رازی، میدان انقلاب، چهارراه ولی‌عصر، میدان فردوسی و خیابان‌های اطراف این مسیرها شاهد تجمعات معترضان بود. جمعیتی از زنان نیز در مقابل خانه هنرمندان اقدام به کنار گذاشتن حجاب اجباری و اعتراض کردند. در محدوده بازار تهران، سه راه امین حضور، پاساژ علاءالدین، پاساژ پایتخت میرداماد، مجتمع کامپیوتر میدان ولی‌عصر، بازار مبل دلاوران و خیابان ایرانشهر که مرکز فروش ماشین‌های اداری است، گروه‌هایی از معترضان تجمع کرده و شعار سر دادند. بسیاری از مغازه‌داران بستن پاساژها و مغازه‌ها را بسته و اعتصاب کردند. علاوه بر تجمع‌های دانشجویی در برخی نقاط شهر، تعدادی از دانشگاه‌ها شاهد تجمعات دانشجویی بود: دانشگاه هاشمی رفسنجانی، دانشگاه آزاد واحد علوم تحقیقات، دانشگاه پیامبر اعظم (ص)، دانشگاه آزاد واحد تهران جنوب، دانشکده برق خواجه نصیر، دانشگاه علم و فرهنگ در بلوار اشرفی اصفهانی، دانشکده علوم پزشکی دانشگاه آزاد واحد زرگنده، دانشگاه تربیت بدنی دانشگاه تهران، دانشگاه اقتصاد در محدوده میدان هفت تیر که برخی از دانشجویان در سوگ چهلم مهسا امینی لباس‌های مشکی بر تن داشتند. در طول شب شعاردهی و راهپیمایی در خیابان‌های اصلی شهر با همراهی رانندگان از طریق بوق‌های ممتد همراه شد. کندی تردد خودروها در همین ساعات رخ داد. اکثر کسبه تهران در روز چهارشنبه ۴ آبان ۱۴۰۱ اقدام به اعتصابات و همچنین اعتراضات گسترده کردند. کارگران پیمانی پالایشگاه تهران در اعتراض به عدم پاسخگویی به خواستهایشان و با مطالبه افزایش حقوق‌ها دست به اعتصاب زدند.
جامعه پزشکی ایران در روز قبل فراخوانی صادر کرد و این فراخوان که به امضای بیش از ۱۰۰۰ پزشک رسیده بود در ۹ بند خواهان خدشه وارد نشدن به سلامت جسم و روان عموم جامعه ایران، از جمله کودکان و نوجوانان شد. همزمان گزارش‌هایی از ارسال پیامک تهدیدآمیز به اعضای سازمان نظام پزشکی منتشر شد که در آن پزشکان تهدید شدند که اگر در راهپیمایی روز ۴ آبان شرکت کنند یا بیانیه‌ای را امضا کنند، «شناسایی شده و تحت تعقیب قضائی» قرار خواهند گرفت. مهران فریدونی، پزشک شاغل در پزشکی قانونی شیراز است در روز دوشنبه، ۲ آبان‌ماه، پس از حضور در تجمع اعتراضی اعضای نظام پزشکی این شهر و مقصر دانستن نیروهای پلیس گشت ارشاد جمهوری اسلامی در قتل مهسا امینی در منزلش در شیراز بازداشت شد. پس از تجمع ۴ آبان پزشکان در مقابل سازمان نظام پزشکی و برخورد پلیس با این تجمع رئیس و قائم مقام هیئت مدیره نظام پزشکی تهران بزرگ از سمت خود استعفا دادند.
در این روز بخش دیگری از ساختمان متروپل در آبادان فرو ریخت. مدیرعامل آتش‌نشانی و خدمات ایمنی شهرداری آبادان از کشته شدن یک نفر و مصدومیت یک تن دیگر خبر داد. این واقعه باعث خشم مردم آبادان شد و آنها به خیابان‌ها ریختند و علیه رژیم شعار دادند. در شیراز و ساعاتی پس از ریزش مجدد متروپل حمله‌ای تروریستی به زائران در شاهچراغ صورت گرفت. خبرگزاری فارس گزارش داد در این حمله ۱۳ نفر کشته و ۱۰ نفر زخمی شدند. مهاجم یا مهاجمین سلاح کلاشنیکف در دست داشتند. شبکه خبر صداوسیمای حکومت در زیرنویس اعلام کرد تعداد زخمی‌ها به ۴۰ نفر رسیده‌است. همزمان ادعا شده سه فرد مسلح بازداشت شدند. اما برخی منابع گزارش دادند دو نفر بازداشت و یک نفر فرار کرده‌است. وقوع این حادثه تروریستی در حالی بود که ورود به همه اماکن زیارتی و حرم‌ها در ایران به ویژه آنها که مهم و پرمراجعه هستند با بازدید بدنی همراه است. مشخص نیست مهاجمان چگونه با سلاح بزرگ کلاشنیکف از بازرسی بدنی عبور کردند. به خاطر سوابق رژیم در انجام اقدامات مشابه و نسبت دادن آن به گروه‌های مخالف، این اقدام نیز با واکنش مردم و فعالان سیاسی مواجه شد. آنها بیان داشتند چنین عملیاتی در میانه اعتراضات مردم و همزمانی با چهارم آبان که چهلم مهسا امینی است، از سوی جمهوری اسلامی هم برای اثر گذاشتن بر خیزش سراسری و هم احتمالاً قلع و قمع مخالفان به ویژه کسانی بوده‌است که در زندان‌های رژیم اسیر هستند. فریبرز کرمی‌زند افسر سابق نیروی انتظامی و از مخالفان جمهوری اسلامی در توییتی این اقدام تروریستی را مرتبط با ترفند جمهوری اسلامی برای «ایجاد کانون‌های خبری جدید» و «عملیات جنگ روانی» دانست. مسعود کاظمی فعال سیاسی در توییتی عامل این اقدام تروریستی را «جمهوری اسلامی» دانست و نوشت:
موجودیت جمهوری اسلامی به خطر افتاده و حرکات ساختگی و ایذایی حکومت بیشتر شده. جمهوری اسلامی برای ماندن از هیچ جنایتی حذر نمی‌کند. اول متروپل و حالا شاهچراغ شیراز.
داعش در بیانیه‌ای که در خبرگزاری الاعماق، ارگان وابسته به این گروه منتشر شد مسئولیت این حادثه را برعهده گرفت. فؤاد ایزدی استاد دانشگاه تهران در گفتگو با الجزیره حمله به اماکن مذهبی و مساجد را سبک اقدامات داعش معرفی کرد.

## ۵ آبان
مراسم چهلم نیکا شاکرمی روز پنج‌شنبه پنجم آبان با حضور شماری از مردم در آرامستان روستای حیات الغیب، در نزدیکی پل‌دختر خرم‌آباد در شرایطی برگزار شد که مأموران امنیتی تنها پل مسیر تردد در بخش ویسیان لرستان را مسدود کردند. مادر نیکا شاکرمی در آیین چهلم دخترش در میان جمع حاضران و معترضانی که در این مراسم شرکت کردند، گفت:
چه قدر بزرگ شدی که دیگر نتوانستی کوچکی و حقارتی را که از نابخردان و نالایقان به تو تحمیل می‌شد، تحمل کنی و تاب بیاوری. نیکا جانم؛ غمگین‌ترینم از دوری‌ات. دل‌شکسته‌ترینم برای رویاهای در خواب خفته‌ات… تا ابد در عذابم برای رنج‌هایت اما دلبندم؛ وقتی می‌بینم با پرپر شدنت بذر پاک تفکر، آزادگی و شهامت و شرافتت در دل عزیزانی دیگر شکوفا می‌شود، خوشحالم و شکرگزار.
در ادامه این مراسم حاضران هدف حمله نیروهای یگان ویژه قرار گرفتند و به مردم حمله و شلیک شد، اما مردم با مقاومت و سنگ‌پرانی نیروهای رژیم را به تپه‌های مجاور آرامستان عقب راندند. در چند نقطه تهران معترضان ساکن در صادقیه، تهرانسر، شهرک چیتگر و تهرانپارس تجمع شبانه صورت دادند. در چند شهر دیگر از جمله بروجرد، آستارا، رشت، شوش، دهگان، اراک، کرمانشاه و بوکان تظاهرات برپا شد. مردم بانه با مسدود کردن برخی خیابان‌ها و روشن کردن آتش، دست به برگزاری تجمع زدند. دانشجویان دانشگاه آزاد یزد و دانشگاه آزاد تهران غرب نیز تجمع کردند و شعار دادند: «نیکای مارو بردن، جنازه‌شو آوردن…». مردم مهاباد پس از مراسم تشییع جوان مهابادی که روز چهارشنبه به دست نیروهای امنیتی کشته شد دست به تجمع گسترده زدند و فرمانداری این شهرستان را تصرف کردند. در شهرهایی چون کرج و اصفهان دانشجویان و دانش‌آموزان روز پنجم آبان، تجمعاتی اعتراضی را شکل دادند. دانشجویان دانشگاه هنر و معماری پارس در تهران در صحن دانشگاه تجمع کرده و شعارهایی چون «دانشجوی زندانی آزاد باید گردد»، «هر یک‌نفر کشته شه، هزار نفر پشتشه» و «آهای آهای نشسته‌ها، مهسای بعدی از شماست» سر دادند. در دانشگاه آزاد کرج دانشجویان با سر دادن شعارهایی همچون «دانشجو می‌میرد، ذلت نمی‌پذیرد» تجمع کردند. دانشجویان دانشگاه علمی-کاربردی «سیتی‌سنتر» اصفهان نیز تجمع کرده و فریاد «آزادی» سر دادند. دانش‌آموزان یک دبیرستان پسرانه در اصفهان با تجمع در محوطه مدرسه شعار دادند: «می‌کشم می‌کشم، هر آنکه خواهرم کشت …». جاوید رحمان، گزارشگر ویژه حقوق بشر در ایران و در هفتاد و هفتمین نشست مجمع عمومی سازمان ملل، اعمال خشونت حکومت در ایران را «بی‌سابقه» خواند.

## ۶ آبان
در این روز آیین چهلم تعدادی از کشته‌شدگان اعتراضات در شهرهای کردنشین و تظاهرات گسترده مردم در زاهدان برگزار شد. زنجیره انسانی در حمایت از خیزش سراسری مردم ایران علیه جمهوری اسلامی از نیوزیلند آغاز شد و در بیش از ۸۰ شهر مختلف جهان تشکیل شد. در زاهدان تظاهراتی خیابانی که با حمله نیروهای امنیتی مواجه شد و منجر به کشته و زخمی شدن چند تن، از جمله یک نوجوان در زاهدان و تیراندازی به سوی مردم در سراوان شد. مولوی عبدالحمید در خطبه‌های نمازجمعه زاهدان گفت که مردم بلوچ برخواسته‌های قومی، مذهبی، و خواسته‌های ملی همه مردم ایران پافشاری می‌کنند:
ما معتقدیم به آزادی بیان، آزادی قلم، آزادی‌های سیاسی؛ مشکلات ایران تنها اقتصادی و معیشتی نیست، مهم‌تر از آن آزادی سیاسی و آزادی تفکر و اندیشه است.
شماری از شهرهای کردنشین نیز در روز جمعه ۶ آبان شاهد حضور مردم معترض بودند و حضور شهروندان اغلب برای شرکت در آیین چهلم یا خاکسپاری جوان‌هایی بود که در جریان خیزش سراسری کشته شدند. مراسم چهلم فریدون محمودی از جان‌باختگان اعتراضات سراسری، روز جمعه در سقز برگزار شد و همسر فریدون محمدی رو به جمعیت گفت:
شهید نمی‌میرد، فریدون نمی‌میرد.
معترضان دور هم جمع شدند و علیه جمهوری اسلامی شعار دادند که اعتراض مسالمت‌آمیز آنان با برخورد خشن نیروهای امنیتی روبه‌رو شد. پس از تجمع اعتراضی دانشجویان خوابگاه پسرانه ۲۲ گولان دانشگاه علوم پزشکی کردستان، نیروهای امنیتی به آنها حمله کردند و برخی از دانشجویان مجروح شدند. نیروهای امنیتی به سوی خوابگاه‌های دخترانه ورمقانی و فاطمیه ۳ دانشگاه علوم پزشکی کردستان که مشرف به بیمارستان کوثر سنندج است تیر و گاز اشک‌آور شلیک کردند و دانشجویان دختر ناگزیر به خروج از ساختمان‌ها شدند. سپس معترضان در سنندج مقابل بیمارستان کوثر که یکی از معترضان مجروح در آنجا بستری بود تجمع کردند. مردم معترض در شامگاه جمعه، در یکی از خیابان‌های بوکان آتش روشن کردند. گروهی از شهروندان در اراک به یاد مهرشاد شهیدی و سینا ملایری، از کشته‌شدگان اعتراضات سراسری، در خیابان شمع روشن کردند. مردم روستای حمزه‌کلا شش پل پس از مراسم چهلم میلاد زارع از کشته‌شدگان اعتراضات سراسری در بابل با روشن کردن آتش در مقابل مغازه او تجمع کردند. دانشجویان دانشگاه هرمزگان نیز با فریاد «اتحاد اتحاد» تجمع اعتراضی برگزار کردند. نیروهای لباس شخصی دو دانشجو را از خوابگاه صدف دانشگاه جندی شاپور اهواز ربودند. هم‌زمان با فراخوان‌ها برای خیزش سراسری رو روز شنبه روابط عمومی آموزش و پرورش استان اردبیل اعلام کرد که به دلیل «شیوع آنفلوآنزا» مدارس این استان روز شنبه تعطیل خواهد بود. مأموران حکومتی به خانه‌های مردم در شهرک چیتگر تهران شلیک کردند. بنیاد نوبل اعلام کرد که در واکنش به سرکوب اعتراضات سراسری، دعوت از سفیر جمهوری اسلامی برای شرکت در مراسم اهدای جایزه نوبل را پس می‌گیرد. روزنامه «اکسپرِسِن» سوئد، روز جمعه ۶ آبان، در گزارشی به نقل از مسئولان بنیاد نوبل نوشت:
با توجه به وضعیت وخیم و در حال تشدید ایران تصمیم گرفته‌ایم که سفیر ایران نباید به مراسم جایزه نوبل دعوت شود.

## ۷ آبان
در حالی که مقام‌های جمهوری اسلامی مانع تجمع مردم در آرامگاه کوروش بزرگ شدند، دانشجویان دانشگاه علامه طباطبایی پرچم‌هایی با نماد درفش کاویانی و پلاکاردی با نوشته آبان پایان به دست گرفتند و هزاران نفر از ایرانیان در لس‌آنجلس و دیگر شهرهای جهان نیز جمع شدند تا ضمن حمایت از اعتراضات ایران، روز کوروش بزرگ را گرامی بدارند.
گردهمایی ایرانیان در لس‌آنجلس در روز یکشنبه، هفتم آبان که روز کوروش بزرگ نامگذاری شده، برگزار شد و در این مراسم، چهره‌هایی چون داریوش، منصور، هنگامه و اندی، از خوانندگان مشهور موسیقی پاپ ایرانی به همراه نازنین بنیادی بازیگر و کنشگر ایرانی-بریتانیایی و رعنا منصور خواننده حضور داشتند.
این خوانندگان در این گردهمایی به همراه شرکت‌کنندگان ترانه «دوباره می‌سازمت وطن» را هم‌خوانی کردند و رعنا منصور نسخه انگلیسی ترانه «برای» را اجرا کرد. همچنین الهه امانی، فعال حقوق بشر، در این مراسم سخنرانی کرد.
فرماندهی مرکزی ایالات متحده، سنتکام نیز در توییتی روز کوروش بزرگ را به تمامی کسانی که این روز را گرامی می‌دارند، تبریک گفت.

هم‌زمان با روز کوروش بزرگ، توئیتر فارسی وزارت امور خارجه ایالات متحده نوشت:
«۲۵۰۰ سال پیش، کوروش کبیر آنچه را که اولین منشور حقوق بشر تلقی می‌شود به تحریر درآورد.»

وزارت خارجه آمریکا همچنین نوشت:
«منشور کوروش صریحاً تأکید دارد که همه افراد مستحق آزادی و کرامت انسانی بوده و بر اهمیت حفاظت از حقوق بشر و نفی ظلم تأکید می‌کند.»
رضا پهلوی نیز با بازنشر بخشی از سخنان محمدرضاشاه فقید در حضور رهبران جهان: 
حکومت این پادشاه هخامنشی را مبتنی بر «احترام به فرد و به حقوق بشر» دانست.
علی کریمی ستاره فوتبال کشور به مناسبت روز کوروش در استوری اینستاگرامش نوشت.
من با هیچ‌کس بر سرآیین و باورهای که دارد نمی‌جنگم، چرا که خدای هرکس همانیست که خرد اوست…
رسول خادم، قهرمان سابق کشتی المپیک همزمان با هفتم آبان ماه، روز بزرگداشت کوروش کبیر، با بازنشر یکی از نخستین فرامین کوروش نوشت: 
من کوروش، فرمان دادم که همه مردم در پرستش خدای خود آزاد باشند و آنان را نیازارند. فرمان دادم که هیچ‌کس، اهالی شهر را از هستی ساقط نکند.
همچنین در روز ۷ آبان ماه همزمان با مراسم خاکسپاری مهرشاد شهیدی، جوان کشته شده در اراک و چهلم مینو مجیدی زن کشته شده در جریان تجمعات کرمانشاه، با حضور گسترده مردم برگزار شد و نیروهای امنیتی به تجمع مردم اراک حمله کردند.
در این مراسم شعارهایی همچون «مهرشاد باغیرت تولدت مبارک» و همچنین شعارهایی علیه نظام جمهوری اسلامی سر داده شد. دانشجویان دانشگاه بهشتی تهران به‌رغم تهدید مقامات امنیتی پایتخت ایران برای عدم برگزاری تجمعات اعتراضی شنبه با شعار «علف هرز تویی، زن آزاده منم» به سیاست‌ها و سخنان مسئولان جمهوری اسلامی اعتراض کردند. حسین سلامی، فرمانده سپاه پاسداران در سخنانی جوانان معترض ایرانی را «گول خورده» و عامل آمریکا توصیف و تهدید کرد که «امروز پایان اغتشاشات است» و با هر کس به خیابان‌ها بیاید برخورد خواهد شد. دانشجویان دانشکده فنی دانشگاه تهران با تجمع در محوطه این دانشگاه و سر دادن شعار «سپاهی و ولایت، عامل هر جنایت» به تهدیدهای مقامات نظامی و امنیتی جمهوری اسلامی پاسخ دادند. دانش‌آموزان دبیرستان معلم غفاری در کامیاران در محوطه این دبیرستان تجمع کرده و شعار سر دادند. محمد صفایی دانشجوی رشته اتاق عمل دانشگاه جندی شاپور اهواز شامگاه جمعه ششم آبان توسط نیروهای لباس شخصی جمهوری اسلامی از خوابگاه صدف این دانشگاه ربوده شد. به دنبال ربوده شدن محمد صفایی، دانشجویان در محوطه خوابگاه صدف تجمع کرده و از بلندگو شعار ضد حکومتی سر دادند. دانشجویان دانشکده فنی دانشگاه تهران در صحن این دانشگاه تجمع کرده و شعار دادند. دانشجویان علوم پزشکی کردستان با تجمع در محوطه ساختمان این دانشگاه شعارهایی چون «مرگ بر جاعش» و «یاشاسین کٌردستان، بژی آذربایجان» سردادند. دانشجویان دانشکده هنر و معماری تهران دست در دست یکدیگر در محوطه دانشکده تجمع کردند. رزیدنت‌های جراحی کردستان شنبه در اطلاعیه‌ای اعلام کردند که به‌دلیل هتک حرمت جامعه پزشکی و حمله ساختارشکنانه نیروهای انتظامی به خوابگاه دانشجویان دانشگاه علوم پزشکی کردستان تا زمان پاسخ‌گویی مراجع ذیصلاح اعتصاب خواهند کرد. نیروهای امنیتی به سوی خوابگاه دانشجویی پسران ۲۲ گٌلان دانشگاه علوم پزشکی کردستان تیراندازی کردند. شماری از ایرانی‌های مقیم نیوزیلند با تشکیل زنجیره انسانی شعار «از ولینگتون تا تهران، جانم فدای ایران» سر دادند. جمعی از ایرانیان مقیم سیدنی در استرالیا در همبستگی با خیزش سراسری مردم ایران گردهم آمدند و زنجیره‌ای انسانی به شکل «زن، زندگی، آزادی» تشکیل دادند. اصناف و بازاریان شیراز در اعتراض به سرکوب و کشتار معترضان توسط نیروهای امنیتی جمهوری اسلامی اعتصاب کرده و محل کسب و کار خود را تعطیل کردند.

## ۸ آبان
یک روز پس از هشدار فرمانده سپاه پاسداران به معترضان، دانشگاه‌های مختلف بار دیگر صحنه اعتراضات گسترده بود و در برخی موارد با هجوم نیروهای بسیجی و امنیتی به خشونت کشیده شد. در چند دانشگاه بزرگ تهران و در دانشگاه‌های سنندج، شیراز، قزوین و همدان تجمعات اعتراضی برگزار شد و دانشجویان معترض در دانشگاه علوم پزشکی هرمزگان، تفکیک جنسیتی را شکستند. چندین شهر از جمله در مناطق کردنشین و همچنین کوهدشت در استان لرستان شاهد اعتراضات تازه بوده‌اند. اعتراضات دانشجویان دانشگاه‌های الزهرا، زنجان، شیراز صدرا، معماری و هنر پارس، آزاد اسلامشهر، و گلستان گرگان ادامه یافت. دانش‌آموزان مدرسه نمونه دولتی «نمکی» در سنندج با شعار «مرگ بر دیکتاتور» در محوطه این مدرسه تجمع کردند. اعتراضات در شامگاه یکشنبه ۸ آبان در برخی مناطق ایران از جمله در سنندج، بوکان، مهاباد، مریوان، سردشت، بروجرد، قهدریجان، تهران، بندرعباس، و دیواندره ادامه یافت. نیروهای امنیتی در سردشت به سوی مردم معترض تیراندازی کردند. در ۸ آبان ۱۴۰۱ توماج صالحی که در پی اعتراضات سراسری پس از کشته‌شدن مهسا امینی مدتی به صورت مخفیانه زندگی و فعالیت می‌کرد، در استان چهارمحال و بختیاری دستگیر شد.

## ۹ آبان
از هفتم تا نهم آبان را می‌توان روزهای تهدیدهای متقابل مردم و عوامل رژیم نام نهاد. تظاهرات اعتراضی در کردستان از سرگرفته شد. مردم در سنندج در حمایت از دانشجویان به خیابان آمدند. جمعیت انبوهی در خیابان دخانیات سنندج به تظاهرات پرداختند و گزارشگر یکی از ویدئوهای ارسالی به رسانه‌های آزاد گفت:
حتی اگر آتش هم ببارد ما به خیابان خواهیم آمد…
جنگ و درگیری خیابانی تن به تن در شهرک ولیعصر (چشمه موشک) اراک میان معترضین و نیروهای رژیم رخ داد. به دنبال کشته شدن یکی از جوانان در منطقه شهرک ولیعصر از اوایل شب جمعی از جوانان منطقه اعتراض خود را با سردادن شعارهای علیه حکومت آغاز کردند. پس از آغاز اعتراضات بلافاصله مأموران امنیتی به تظاهرکنندگان یورش بردند و درگیری خیابانی تن به تن در این منطقه رخ داد. اهالی منطقه از پشت بام‌ها با انداختن ترقه، سنگ، و نارنجک به کمک جوانان آمدند. یکی از معترضین گفت:
به کوری چشم سلامی که می‌گفت امروز روز آخر است، امروز روز اول است…
در محله اهراب تبریز تظاهرات خیابانی صورت گرفت و جوانان مأموران سرکوب را فراری دادند. در آمل ناآرامی‌هایی درگرفت. در تهران و در میدان ساحل منطقه ۲۲ دریاچه چیتگر تظاهرات اعتراضی برپا شد. در ایستگاه‌های مترو مردم در فرصت‌هایی که به دست می‌آوردند شعار مرگ بر دیکتاتور می‌داند. فریادهای شبانه مرگ بر دیکتاتور و مرگ بر خامنه‌ای در شهرک اکباتان و تهرانپارس، به گوش رسید. در اکباتان نیروهای رژیم به خانه‌ها یورش بردند و یکی از آنها با بلندگو موعظه و تهدید می‌کرد و دیگر نیروها اشک‌آور و نارنجک صوتی پرتاب می‌کردند.
مردم هم با فحاشی متقابل تهدید کردند روزی آنها پیروز خواهند شد و قدرت را به دست خواهند گرفت:
نوبت ما هم می‌رسد…
معترضین با کوکتل مولوتف به حوزه علمیه شهرک باقری حمله کردند و آن را به آتش کشیدند. در خرم‌آباد شماری از کسبه دست به اعتصاب زدند. مراسم چهلم عرفان خزایی از کشته‌شدگان اعتراضات در شهریار تبدیل تظاهرات ضد حکومتی شد.
دانشگاه‌ها و موسسات آموزشی ایران، همچون دانشگاه‌های صنعتی نوشیروانی بابل، خواجه نصیرالدین طوسی، شهید بهشتی، امیر کبیر، علامه طباطبایی، و الزهرا همچنان صحنه اعتراضات و تظاهرات بود. ویدیوها و گزارش‌های منتشر شده در شبکه‌های اجتماعی نشان‌دهنده برخورد خشونت‌بار مأمورین امنیتی و لباس شخصی‌ها با دانشجویان معترض بوده‌است. دسترسی کاربران به اینترنت، شبکه‌های اجتماعی و پیام‌رسان‌ها در نقاط مختلف ایران همچنان بسیار دشوار و فقط با استفاده از فیلترشکن و پروکسی امکان‌پذیر بوده‌است.
دفتر مولوی عبدالحمید، امام جمعه زاهدان، در بیانیه‌ای مندرجات بیانیه شورای تأمین استان سیستان و بلوچستان در مورد جمعه خونین زاهدان را غیر واقعی دانست. محمدجواد ظریف، وزیر امور خارجه پیشین ایران، در یک رشته توییت نوشت گفت‌وگو به جای موعظه، تنها راه برون رفت از وضع فعلی است. غلامرضا جلالی، رئیس سازمان پدافند غیرعامل اعلام کرد تا زمانی که اینستاگرام و واتس‌اپ تعهد ندهند که قوانین جمهوری اسلامی را رعایت کنند، مصوبه شورای عالی امنیت ملی قابل اجرا خواهد بود.
۲۷ نفر از شناخته‌ترین زنان جهان در بیانیه‌ای حمایت خود را از معترضان ایرانی اعلام و خواهان اخراج جمهوری اسلامی ایران از کمیسیون مقام زن سازمان ملل متحد شدند. نانایا ماهوتا، وزیر امور خارجه نیوزیلند، اعلام کرد این کشور ادامه گفتگوهای دوجانبه حقوق بشری با ایران را تعلیق کرده‌است. همچنین کانادا در پاسخ به سرکوب گسترده معترضان، نیروی انتظامی و جامعه المصطفی را به فهرست تحریم‌های خود اضافه کرد.
کومار نوجوان ۱۶ ساله اهل پیرانشهر که در اثر اصابت گلوله نیروهای امنیتی جان باخته بود، در روستایی در همین شهرستان به خاک سپرده شد. داریوش فرهود، پدر علم ژنتیک ایران، که ۸ آبان در حال خروج از خانه توسط نیروهای امنیتی ربوده شده بود آزاد شد. مرضیه امیری، روزنامه‌نگار بار دیگر از سوی نیروهای امنیتی بازداشت شد. مادر محمد قبادلو، یکی از کسانی که در جریان اعتراضات هفته‌های اخیر در ایران بازداشت شد، در یک فایل ویدیویی گفت دادگاه برای پسرش حکم اعدام صادر کرده‌است.

## ۱۰ آبان
دانشگاه‌های تهران، شهید بهشتی، شریف، الزهرا، امیر کبیر، خوارزمی، علامه طباطبایی، شهید مدنی آذربایجان، آزاد تهران شمال، آزاد واحد شرق، آمل، کرمانشاه، صنعتی اصفهان، یزد، و خبرنگاران مشهد در این روز صحنه اعتراضات بودند. در شهریار، دیواندره، تهران، قزوین، سقز، مریوان، منطقه ۲۲ چیتگر (تهران)، و سنندج دانش آموزان به خیابان‌ها آمدند و اجتماعات ضد حکومتی تشکیل دادند. در تهران تظاهرات‌های شبانه پراکنده در چهار راه باهنر، خیابان حافظ، خیابان انقلاب، و تهرانپارس رخ داد. نیروهای هنگ مرزی در دهلران تیراندازی کردند.

## ۱۱ آبان
مردم سنندج، دهلران، و مهاباد در طول روز و شب به خیابان‌ها ریختند و علیه رژیم شعار داده و بیان داشتند:
تا یک کرد باقی است، کردستان باقی خواهد ماند…
جاده ترانزیتی بوکان به میاندوآب توسط مردم مسدود شد. دانش‌آموزان در کرج، مریوان، بوکان، کرمانشاه، شیراز، و اصفهان به خیابان‌ها آمدند و علیه جمهوری اسلامی شعار دادند. در اصفهان جمعیت بزرگی شب‌هنگام به خیابان‌ها ریختند و شعار دادند. اعتراضات در تهران در خیابان‌های حافظ، پیامبر، امیرآباد، سلسبیل، فلکه سوم تهرانپارس، شهرک اکباتان، و یکی از ایسگاه‌های مترو ادامه یافت. در چیتگر به سوی سرکوبگران کوکتل مولوتف پرتاب شد. گروهی از فعالان لر در اطلاعیه‌ای اعلام کردند که:
در برابر ظلم این ضحاک پیر سکوت نمی‌کنند…
در نوشهر و در مراسم چهلم حنانه کیا به سمت مردم تیراندازی شد و چند نفر زخمی شدند. تبریز صحنه اعتراضات بود و شعار داده می‌شد:
«نه شاه‌چیام نه شیخ‌چی، میللتچیم میللتچی» (نه طرفدار شاهم، نه طرفدار شیخم، طرفدار ملتم)
دانشجویان دانشگاه‌های پیام نور مریوان، دندانپزشکی علوم پزشکی شیراز، علم و فرهنگ، علوم پزشکی تهران، توانبخشی دانشگاه علوم پزشکی تهران، و هنر اصفهان به اعتصاب و اعتراض ادامه دادند. کارگران در پتروشیمی پردیس عسلویه (بخش تعمیرات) و کارگران شهرداری اهواز دست از کارکشیده و اعتصاب کردند. بازاریان مریوان، بوکان، سنندج، و سقز اعتصاب کردند.
به نقل از عصر ایران محمد قبادلو در این روز در دادگاه نمایشی رژیم به ریاست قاضی صلواتی بیان داشته:
اصلا پشیمان نیستم و اگر باز برگردم باز هم مأموران را با خودرو زیر خواهم گرفت.
البته رسانه‌های دولتی تنها ویدیوهای تقطیع شده ۲ دقیقه و ۴ دقیقه از دادگاه‌های دو جلسه ای بدون وکیل انتخابی منتشر می‌کنند… و در همین مورد در جایی دیگر می‌بینیم که محمد قبادلو در دادگاه اولیه ۴ آبان مقابل صلواتی گفت که در زمان حادثه «دو ماه بود که داروهایم را نخورده بودم و سه شب هم نخوابیده بودم»؛ و همچنین گفت «در آن لحظه من نبودم که پشت فرمان قرار گرفته بودم.»

## ۱۲ آبان
این روز همچون روزهای ۱۶ مهر و ۴ آبان از نقاط اوج اعتراضات بود. تجمع گسترده مردم در بهشت سکینه جهت برگزاری مراسم چهلم حدیث نجفی از کشته‌شدگان اعتراضات در کرج، تبدیل به تظاهرات ضد حکومتی شد که در نتیجه آن معترضان به ماشین نیروی انتظامی حمله و آن را به آتش کشیدند و یک بسیجی هم کشته شد. مردم کرج در ساعاتی از روز پس از بستن راه‌ها و آزادراه کرج-قزوین علیه رژیم شعار دادند:
هر یک نفر کشته شه، هزار نفر پشتشه!
هیز تویی هرزه تویی، زن آزاده منم!
شرکت‌کنندگان در مراسم چهلم حنانه کیا در نوشهر شعارهایی سر دادند. مراسم چهلم مهسا موگویی به اعتراض بزرگ در این شهر منجر شده و مردم در فولاد شهر اصفهان تظاهرات کرده‌اند. مردم در فولاد شهر به خیابان‌ها آمدند و شعارهای اعتراضی سر دادند. دریای خونی که بین مردم معترض و حکومت ایجاد شده بود با پای کوبیدن جوانان فولاد شهر بر زمین فریاد شعار «خون، خون، خون» خود را نشان داد. مردم اراک در هفتمین روز درگذشت مهرشاد شهیدی از کشته‌شدگان اعتراضات، برای گرامیداشت یاد او، به خیابان‌ها آمده‌اند. همچنین امام جماعت حکومتی یکی از مساجد زاهدان در پی حمله مسلحانه کشته شد.
مراسم چهلم جواد حیدری در قزوین در روستای رحمت‌آباد دشتایی قزوین برگزار شد و افراد حاضر شعار سر دادند. مراسم چهلم غزاله چلابی در آمل شاهد اعتراض‌های گسترده‌ای بود. معترضان در این مراسم و راهپیمایی‌های پس از آن شعار بر ضد خامنه‌ای سر دادند. در انزلی مردم حضور گسترده‌ای در مراسم چهلم امیر نوروزی داشتند و شرکت‌کنندگان شعار می‌دادند «این گل پرپر شده، هدیه به میهن شده». مراسم چهلم بهنام لایق‌پور در رشت برگزار شد و شرکت‌کنندگان شعار سر دادند. مردم یارسان مراسم هفتم افشین آشام را به خونخواهی از حکومت تبدیل کردند. مراسم چهلم سعید محمدی و امیرعلی فولادی و ایمان محمدی در اسلام‌آباد غرب برگزار شد.
شب‌هنگام ده‌ها شهر از جمله فولادشهر، فسا، رشت، خردمدشت، تهران، آمل، قزوین، کرج، تبریز، و ارومیه دست‌خوش اعتراضات گسترده و رویارویی با نیروهای سرکوب رژیم بود. مردم در اسلام‌آباد به خیابان‌ها آمدند و سعی در ایجاد راهبندان کردند و شعارهای ضد حکومتی سر دادند. در تهران معترضان در سعادت آباد، نازی‌آباد، اندیشه، تهرانپارس، آریاشهر، هفت حوض، اکباتان، بلوار فردوس، ایستگاه مترو تئاتر شهر، ولی عصر، خیابان انقلاب، ستارخان، و پونک به خیابان آمدند و شعارهای اعتراضی سر دادند. شلیک به‌خودی باعث درگیری میان گروهی از نیروهای پلیس و لباس شخصی‌های رژیم در سعادت‌آباد تهران شد.
دانشجویان دانشگاه‌های آزاد مریوان، آزاد نیشابور، هنر اصفهان، آزاد کرج، شهر قدس، هنر و معماری پارس، سقز تجمع کردند. اصناف و بازاریان شهرهای کرمانشاه و مریوان اعتصاب کرده و محل کسب و کار خود را تعطیل کردند.
دولت آلمان روز پنجشنبه از شهروندانش خواست خاک ایران را ترک کنند چرا که خطر دستگیری خودسرانه و حبس‌های طولانی مدت از سوی جمهوری اسلامی وجود دارد.

## ۱۳ آبان
طی روزهای قبل رژیم اعلام کرده بود در تهران و تمامی استان‌های کشور از جمله در بیش از ۹۰۰ شهر و بخش کشور مراسم تظاهرات و راهپیمایی برای ۱۳ آبان برگزار خواهد شد. اما شورای هماهنگی تشکل‌های صنفی فرهنگیان در بیانیه‌ای مراسم حکومتی ۱۳ آبان و روز دانش‌آموز را سرپوش نهادن بر تجاوزهای گسترده نسبت به ساحت مدرسه خواند:
اربابان قدرت، همراه عاملان سرکوب و کشتار، با عملگی سرسپردگان بی‌اراده و سرداران و لباس شخصی‌ها، در حالی مراسم ۱۳ آبان و روز دانش آموز را برای سرپوش نهادن بر شقاوت و تجاوزهای گسترده نسبت به ساحت مدرسه و دانش اندوزی برگزار می‌کنند که از آغاز قیام حق طلبانهٔ اخیر ملت ایران با رمز قیام مهسا امینی علیه ناکارآمدی، تبعیض، فقر و فساد، تعدادی از کودکان، دانش آموزان و نوجوانان را بی رحمانه به قتل رسانده و تعدادی از این آینده‌سازان را ربوده و در بازداشتگاه‌های مخوف مورد انواع آزار قرار داده‌اند.
در هفتمین هفته از خیزش انقلابی ایرانیان علیه جمهوری اسلامی، معترضان در زاهدان، سراوان، خاش و … با سر دادن شعارهایی علیه کلیت جمهوری اسلامی به خیابان‌ها آمدند.

کانال تلگرامی «رصد بلوچستان» با انتشار تصاویری از کشته‌شدن شماری از نمازگزاران معترض در شهر خاش بر اثر تیراندازی نیروهای امنیتی جمهوری اسلامی خبر داد. شهروندان بلوچ پس از نمازجمعه امروز در خیابان‌های شهر خاش تجمع کرده و شعار «مرگ برخامنه‌ای» و «مرگ بر سپاهی» سر دادند. مولوی عبدالحمید، امام جماعت اهل سنت در زاهدان طی نماز جمعه امروز گفت: 
«ملتی را که ۵۰ روز است در خیابان‌ها اعتراض می‌کند، نمی‌توانید با کشتن و زندان و زدن، عقب برانید.»

او همچنین:
خواستار برگزاری رفراندوم شد و از اعدام و اعتراف اجباری انتقاد کرد.
همچنین مردم در تهران در محله جوادیه با آمدن به خیابان‌ها اعتراضات خود را با شعارهای ضد حکومتی نشان دادند.
در اصفهان نیز مردم در حین مراسم عزاداری اعتراض آمیز و شعار دادن برای شیرین علیزاده با برخورد شدید نیروهای امنیتی رو به رو شدند و موجب آسیب دیدن افراد به علت تیراندازی شد.
در اهواز، بوشهر، و سنندج معترضان شامگاه جمعه تجمع کردند. در لاهیجان مردم برای ادای احترام به عرفان زمانی تجمعی شبانه برگزار کردند و در محل جان باختن او گل گذاشتند.
تلویزیون جمهوری اسلامی همچنان با فیلمهای آرشیوی و فلیم‌های تکراری این تجمعات را پوشش داد، تکراری بودن فیلم‌ها با نام شهرهای مختلف سوژه طنز در فضای مجازی شد.

## ۱۴ آبان
گروه هکری انانیموس با هک سرور ایمیل «کارگروه تعیین مصادیق محتوای مجرمانه»، مکاتبات و اسناد داخلی دادستانی در خصوص مدیریت فیلترینگ اینترنت را منتشر کرد. در این اسناد اطلاعاتی دربارهٔ دسترسی‌های فراقانونی به داده‌های کاربران و نیز تعهدنامه صاحبان وبسایت‌ها دیده می‌شد. یاشار سلطانی روزنامه‌نگار در حساب کاربری‌اش در توییتر نوشت:
چیزی که آزار دهنده‌تر است؛ پاسخ فرد مسدود کننده به دادستانی است که نوشته: «مجدد امری بود در خدمتم». یعنی طرف از مسدود کردن و متوقف کردن لذت می‌برد و منتظر دستور مسدود سازی بعدی است.
در یکی دیگر از ایمیل‌های افشا شده مشخص شد که یکی از سایت‌های ارائه‌دهنده درگاه پرداخت با ایجاد دسترسی نظارتی برای کارگروه دادستانی به این نهاد اجازه داده بود در هر زمان - حتی بدون نیاز به حکم قضایی - به اطلاعات کاربران و تراکنش‌های آن‌ها دسترسی داشته باشد. همچنین سایت‌های internet.ir و peyvandha.ir و web.ir که همگی متعلق به کمیته فیلترینگ بودند توسط انانیموس هک شدند و تصاویر و شعارهای مرتبط با جنبش «زن، زندگی، آزادی» به جای صفحه اصلی آن‌ها منتشر شد.
بازیکنان تیم فوتبال ساحلی ایران در جریان مراسم پیش از آغاز دیدار تیم‌های فوتبال ساحلی ایران و امارات حاضر به همخوانی با سرود جمهوری اسلامی نشدند، و این بازیکنان در هنگام پخش سرود جمهوری اسلامی سکوت کردند.
دانشجویان دانشگاه‌های مختلف ایران از جمله تهران، یزد، بهشتی، علامه طباطبایی و آزاد تهران شمال در بیانیه‌هایی اعلام کردند تا زمان آزادی دانشجویان زندانی و برطرف شدن جو امنیتی در دانشگاه‌ها، اعتصاب و از حضور در کلاس‌های درس خودداری می‌کنند.
دانشجویان دانشگاه تهران در بیانیه‌ای اعلام کردند از روز شنبه ۱۴ آبان، بار دیگر کلاس‌های درس را تحریم و در دانشکده‌ها تحصن می‌کنند.
در همین حال دانشجویان دانشکده ادبیات و زبان‌های خارجی علامه طباطبایی نیز اعلام کردند تا زمان رفع ممنوع‌الورود شدن دانشجویان تعلیق شده این دانشکده، در کلاس‌های درس حاضر نمی‌شوند.
همچنین دانشجویان سه دانشکده ادبیات و علوم انسانی، مدیریت و حسابداری و علوم ریاضی بهشتی اعلام کردند تا زمان آزادی دانشجویان زندانی و برطرف شدن جو امنیتی در دانشگاه، به اعتصاب و حاضر نشدن در کلاس‌های درس ادامه خواهند داد.
دانشجویان دانشگاه آزاد تهران شمال نیز اعلام کردند در همبستگی با دیگر دانشگاه‌ها اعتصاب کرده و اعتراضِ خود را در داخل دانشگاه با تحصن یا تجمع اعتراضی ادامه می‌دهند.
روز شنبه، مأموران حراست، دانشجویان دانشگاه آزاد تهران شمال و همچنین دانشگاه شریف را هنگام ورود به دانشگاه تفتیش کردند.
مسئولان دانشگاه علامه روز چهارشنبه به کشیدن دیوار تفکیک جنسیتی در سلف دانشکده علوم اجتماعی اقدام کردند، اما امروز دانشجویان در مقابله با سیاست‌گذاری تفکیک در تالار دانشکده سفره پهن کردند و چند تن از اساتید نیز با آن‌ها همراه شدند. دانشجویان در واکنش به این اتفاق شعار «ننگ ما، ننگ ما، رئیس الدنگ ما» سر دادند. دانشجویان همچنین در همراهی با خیزش سراسری مردم ایران شعار «آبان ماه تابان، دیکتاتوری به پایان» و «آزادی، آزادی آزادی» سر دادند.
دانشجویان دانشگاه گیلان نیز در همراهی با دانشجویان دیگر دانشگاه‌ها تجمع اعتراضی برگزار کردند و شعار «دانشجو تعلیق بشه، دانشگاه تعطیل میشه» سر دادند. در این تجمع اعتراضی حراست دانشگاه تلاش کرد از حرکت دانشجویان جلوگیری کند و همچنین با دانشجویانی که قصد تصویربرداری از تجمع را داشتند نیز برخورد کرد.
دانشجویان دانشگاه آزاد مشهد نیز با شعار «هیز تویی هرزه تویی زن آزاده منم» تجمع اعتراضی برگزار کردند. دانشجویان این دانشگاه همچنین با شعار «دانشجوی باغیرت حمایت حمایت» از دیگر دانشجویان برای پیوستن به این اعتراض استقبال کردند.

همچنین دانشجویان دانشگاه خوارزمی کرج نیز تجمع کرده و شعارهایی از جمله:
«کشته ندادیم که سازش کنیم، رهبر قاتل را ستایش کنیم» «مرگ برخامنه‌ای و لعنت برخمینی»
 سردادند.
دانشجویان دانشگاه شریف نیز در اعتراض به ممنوع‌الورود شدن برخی دانشجویان و همچنین تفتیش کیف دانشجویان، مقابل کتابخانه مرکزی دانشگاه تحصن کردند.

دانشجویان این دانشگاه در تجمع خود شعار دادند:
«تا آخوند کفن نشود، این وطن وطن نشود …»
علاوه بر دانشجویان، دانش‌آموزان هم در تعدادی از شهرها از جمله مشهد، کرج، تهران، شهریار و مریوان، پس از تعطیل شدن از مدرسه در روز شنبه ۱۴ آبان، شعارهای «مرگ بر دیکتاتور» و «زن، زندگی، آزادی» سر دادند.
دانش‌آموزان یکی از مدارس مشهد، در محوطه مدرسه خود شعارهایی چون «مرگ بر دیکتاتور» و «امسال سال خونه، سیدعلی سرنگونه» سر دادند.
دانش‌آموزان یک مدرسه پسرانه در کرج هم در پاسخ به شعار «مرگ بر آمریکا» از بلندگو، شعار «مرگ بر دیکتاتور» سر دادند.
همچنین در روز شنبه ۱۴ آبان تجمعات اعتراضی در چند شهر ایران از جمله در مراسم یادبود کشته‌شدگان خیزش انقلابی علیه جمهوری اسلامی شکل گرفت. بازاریان و کسبه سقز هم بار دیگر اعتصاب کردند. اعتراضاتی نیز هم‌زمان با فراخوان‌ها و بیانیه‌های دانشجویان برای تحصن، در دانشگاه‌های مختلف کشور شکل گرفت
در سنندج «مراسم سوم» مؤمن زندکریمی که به دست نیروهای امنیتی و در جریان اعتراضات کشته شد، با حضور گسترده مردم برگزار شد.

معترضان در این مراسم شعارهایی چون: 
«مرگ بر خامنه‌ای»، «مرگ بر بسیجی» و «می‌میریم می‌میریم، ایران رو پس می‌گیریم» سر دادند.
بازاریان و کسبه شهر سقز در استان کردستان مغازه‌های خود را در همبستگی با معترضان در سیستان و بلوچستان بستند و اعتصاب کردند.
تظاهرات‌های شبانه و درگیری با مأموران در شهرهای سنندج، مریوان، سقز، مهاباد، نیشابور، اهواز، بندر لنگه، اراک، شهریار، و بوکان برگزار شد.

## ۱۵ آبان
شهروندان مریوان، ۱۵ آبان‌ماه با سر دادن شعار «مرگ بر خامنه‌ای» در خیابان‌های این شهر تجمع کردند.
اصناف و بازاریان مریوان هم یکشنبه ۱۵ آبان در اعتراض به سرکوب معترضان توسط نیروهای امنیتی جمهوری اسلامی اعتصاب کرده و محل کسب و کار خود را تعطیل کردند.
معترضان در شهر مریوان مورد تیراندازی مستقیم نیروهای حکومتی قرار گرفتند و دست‌کم «۳۵ شهروند» زخمی شده‌اند.
شنبه غروب به وقت واشینگتن (بامداد یکشنبه ایران) در پایتخت آمریکا گروه بزرگی از ایرانیان تجمع برگزار کردند.
در تورنتوی کانادا نیز ایرانیان در یک تجمع بزرگ شرکت کردند.
جمعی از معترضان در تهران، اصفهان، و کرمانشاه به خیابان‌ها آمدند و شعارهایی در حمایت از مردم کردستان و سیستان و بلوچستان سر دادند. مردم معترض در نازی‌آباد تهران شعارهایی براندازانه سر دادند و در خیابان تجمع کردند. در خیابان‌های ستارخان و صادقیه معترضان شعار دادند. مردم در میدان هفت‌حوض در شرق پایتخت تجمع کرده و شعار «کردستان، زاهدان چشم و چراغ ایران» سر دادند. در تجمع شبانه تهرانپارس شعارهای «مرگ بر دیکتاتور» و «مرگ بر خامنه‌ای» سر داده شد. گروهی از ساکنان شهرک آتی‌ساز با تجمع در محوطه این شهرک شعارهای ضد حکومتی دادند.

## ۱۶ آبان
دوشنبه ۱۶ آبان‌ماه، شهروندان در فلکه دوم صادقیه در غرب تهران از استقرار پلیس اسب سوار خبر دادند. همچنین تجمعات و اعتراضات نیز در نقاط مختلف کشور ادامه داشت.
این نیروها در حالی در میدان صادقیه مستقر شدند که دیشب از این محله تصاویر منتشر شده که در آن گروهی از معترضان شعارهایی چون «مرگ بر دیکتاتور»، «توپ، تانک، فشفشه، آخوند باید گم بشه» سر داده بودند و رانندگان نیز در حمایت از معترضان بوق می‌زدند.
یگان ویژه اسب سوار نیروی انتظامی ایران «یگان اسواران» نام دارد که از حدود ۸ سال پیش برای استفاده در عملیات «ضد شورش» ایجاد شده‌است.

## ۱۷ آبان
استادان و دانشجویان دانشگاه علوم پزشکی کردستان، سه‌شنبه ۱۷ آبان، در اعتراض به تعلیق و بازداشت دانشجویان و سرکوب اعتراضات دانشجویی توسط نیروهای امنیتی جمهوری اسلامی، با عدم حضور در دانشگاه اعلام اعتصاب کردند.
دانشجویان دانشکده ریاضی دانشگاه شهید بهشتی، در اعتراض به بازداشت دانشجویان در محوطه این دانشکده تجمع کرده و شعار «دانشجوی زندانی آزاد باید گردد» سر دادند.
دانشجویان دانشگاه شریف تهران، نیز با برگزاری تجمع گسترده در این دانشگاه ترانه اعتراضی «سرود زن» اثر مهدی یراحی، خواننده عرب اهوازی را همخوانی کردند.
دانشجویان دانشگاه ارشاد دماوند هم با سر دادن شعار «هر یه نفر کشته شه، هزار نفر پشتشه» در محوطه این دانشگاه تجمع کردند.

## ۱۸ آبان
چهارشنبه ۱۸ آبان‌ماه، بازاریان و کسبه در شماری از شهرهای ایران همچون تهران، زاهدان، سقز، مریوان، سنندج و بانه دست از کار کشیده و اعتصاب کرده‌اند.
کسبه بازار مبل شهرک ولیعصر تهران نیز دست به اعتصاب زده‌اند.

از جمله، دانشجویان دانشکده هنر و معماری دانشگاه پارس در تهران چهارشنبه ۱۸ آبان‌ماه با برگزاری تجمع، شعارهایی همچون:
«هیز تویی، فتنه تویی، زن آزاده منم» سردادند.

دانشجویان دانشگاه علم و فرهنگ تهران هم با شعار:
«کشته ندادیم که سازش کنیم، رهبر قاتل را ستایش کنیم»
 اقدام به برگزاری تجمع کرده‌اند.

از دیگر شعارهای دانشجویان عبارت‌اند از:
«کشته شده خدانور، به‌دست چندتا مزدور»، «نه نون داریم نه خونه، حجاب شده بهونه»، «هم‌وطنت تیر بخوره، به غیرتت بربخوره»، «ایران وضعش خرابه، مُلا فکر حجابه» نیز بوده‌است.
پس از یک روز اعتصاب بازاریان در چند شهر ایران به مناسبت چهلم قربانیان «جمعه خونین زاهدان» گروهی از معترضان در منطقه ستارخان تهران تجمع کردند و علیه علی خامنه‌ای، رهبر جمهوری اسلامی شعار دادند.
گروهی از زنان معترض هم در این تجمع روسری‌های خود را درآوردند و در هوا چرخاندند.

همچنین گروهی از معترضان در سعادت‌آباد تهران تجمع کرده و شعار: 
«مرگ بر دیکتاتور» دادند.
مردم مهاباد هم شامگاه چهارشنبه ۱۸ آبان برای برگزار کردن تجمع اعتراضی به خیابان‌های این شهر آمدند.

از سوی دیگر، گروهی از معترضان در سقز همزمان با چهلم کشته‌شدگان در زاهدان با روشن کردن آتش خیابان را بستند و شعار:
«آزادی آزادی آزادی»، «ژن ژیان ئازادی» و «مرگ بر خامنه‌ای» سر دادند.
شورای سازماندهی اعتراضات کارگران پیمانی نفت نیز از ادامه اعتراضات و اعتصاب غذای کارکنان رسمی صنعت نفت خبر داد و اعلام کرد: «شرکت نفت و گاز اروندان، دکل‌های شرکت ملی حفاری و منطقه عملیاتی آغار، وارد سومین روز اعتصاب غذا شدند.»

## ۱۹ آبان
بسیاری از کاسبان و بازاریان در شهر مهاباد، روز پنج‌شنبه ۱۹ آبان با بستن مغازه‌های خود اعتصاب کردند. همچنین مردم مریوان مراسم چهلم مختار احمدی را به صحنه اعتراض تبدیل کردند و اعتصاب کارکنان نفت و گاز به روز چهارم رسید.
در مشهد اما دانشجویان به حضور علی بهادری جهرمی، سخنگوی دولت جمهوری اسلامی، در دانشگاه فردوسی اعتراض کردند و شعار «هیز تویی هرزه تویی، زن آزاده منم» سر دادند.
گروهی از دانشجویان که اجازه ورود به سالن سخنرانی سخنگوی دولت را پیدا نکردند، پشت در سالن شعار «زن زندگی آزادی، مرد میهن آبادی» سر دادند.
از سوی دیگر، گروهی از دانش‌آموزان در تهران با تعطیلی مدارس خود در خیابان سهروردی راهپیمایی کرده و شعار «مرگ بر دیکتاتور» سر دادند.

## ۲۴ آبان

### اعتصابات سراسری
در این روز اعتراضات، معترضان در سالگرد اعتراضات آبان ۱۳۹۸ در اکثر شهرها از جمله، تهران، بوکان، اهواز، مشهد، تبریز، شیراز، همدان، اراک و اصفهان اعتصاب کردند و طبق گزارش‌ها سنگین‌ترین اعتصابات سراسری در طول تاریخ ایران، در این روز شکل گرفت.
- کارگران ذوب‌آهن اصفهان: کارگران معترض ذوب‌آهن اصفهان در پی فراخوان‌های منتشر شده، در پی اعتصابات سراسری، اعتصاب کردند و دست از کار کردن کشیدند.[۱۴۶]

### اعتراضات سراسری
- تهران:
- اهواز: در سالگرد اعتراضات آبان ۱۳۹۸ معترضان در اهواز، در مناطق کیانپارس و کیان‌آباد به خیابان‌ها آمدند. در کیانپارس، معترضان شعار «زن، زندگی، آزادی» سر دادند و برای مقابله با نیروی یگان ویژه شعار «مرگ بر بسیجی» دادند و بوق ممتد با ماشین‌هایشان به صدا درآوردند. نیروی یگان ویژه برای متفرق کردن معترضان به آنها گاز اشک‌آور شلیک کرد.[۱۴۷]
- بوکان: معترضان در شبان‌گاه ۲۴ آبان در پی انتشار فراخوان‌های متعدد، در پی سالگرد اعتراضات آبان ۱۳۹۸، راهپیمایی علیه حکومت انجام دادند و شعارهای ضد حکومتی سر دادند.[۱۴۸]
- زنجان: معترضان در زنجان در سالگرد اعتراضات آبان ۱۳۹۸ به خیابان‌ها آمدند و شعار «می‌جنگیم می‌میریم، ایرانو پس می‌گیریم» سر دادند.[۱۴۸]
- اصفهان: معترضان در اصفهان در اطراف سی و سه پل، تجمع اعتراضی کردند و شعار ضد حکومتی سر دادند.
- قزوین: معترضان قزوینی اعتراضات شبانه برپا کردند و شعارهایی علیه حکومت، از جمله «امسال ساله خونه، سید علی سرنگونه» سر دادند.[۱۴۸]
- کُنارَک: در اعتراضات شبانه، معترضان در کنارک به خیابان‌ها آمدند و شعار دادند.
- همدان: معترضان در همدان در پی سالگرد اعتراضات آبان ۱۳۹۸ تجمع اعتراضی بر پا کردند و شعار «مرگ بر دیکتاتور» سر دادند.
- گرگان: معترضان در گرگان در اعتراضات شبانه به خیابان آمدند و شعار «امسال ساله خونه، سید علی سرنگونه» دادند. همچنین در خیابان ولی عصر (شالیکوبی) معترضان بوق ممتد زدند.
- بوشهر: معترضان در بوشهر راهپیمایی اعتراضی برپا کردند و فریاد آزادی سر دادند.
- اراک: معترضان در اراک تجمع اعتراضی برپا کردند و شعارهای ضد حکومتی سر دادند. در پی اعتراضات، معترضان در اراک، اعتراض‌گران یک مینی‌بوس و یک خودروی نیروی انتظامی را به آتش کشیدند.
- یزد: معترضان در یزد، دفتر امام جمعه شهر را به آتش کشیدند.
- کرج: معترضان در کرج در پی انتشار فراخوان‌های اعتراضی، تجمع برپا کردند و شعار «هیز تویی، هرزه تویی، زنه آزاده منم» و «مجتبی بمیری، رهبری رو نبینی» سر دادند.
- تبریز: معترضان شبانه در تبریز تجمع اعتراضی برپا کردند و شعار «مرگ بر دیکتاتور» سر دادند.
- بندر انزلی: معترضان در تجمع شبانه، راهپیمایی اعتراضی کردند و شعار «هیز تویی، هرزه تویی، زنه آزاده منم» سر دادند.
- کرمان: معترضان در کرمان تجمع اعتراضی برپا کردند و با آتش روشن کردن، خیابان‌ها را بستند و زنان معترض به نشانهٔ اعتراض روسری‌های خود را درآوردند و در هوا چرخاندند.
- آمل:
- آبادان:
- بندر عباس:
- بهبهان:

- ایذه: معترضان در ایذه تجمع اعتراضی برپا کردند و شعار ضد حکومتی سر دادند. معترضان ایذه‌ای با روشن کردن آتش، خیابان‌های شهر را بستند.
- مشهد: معترضان در پی سالگرد اعتراضات آبان ۱۳۹۸ در مناطق هاشمیه و احمدآباد تجمع اعتراضی برپا کردند و شعارهای ضد حکومتی از جمله «توپ تانک فشفشه، آخوند باید گم بشه» سر دادند. اعتراضات در هاشمیه به درگیری های گسترده ای تبدیل شد. در این روز ٢ معترض توسط نیروهای امنیتی کشته شدند
- شیراز: معترضان در شیراز، شبانه به خیابان‌ها آمدند و با روشن کردن آتش‌های متعدد و بسیار زیاد تجمع کردند.

## ۲۵ آبان
در ۲۵ آبان به گفته رسانه‌های دولتی دو متور سوار حوالی بازار ایذه را شبانه به رگبار بستند و با کشته شدن یکی دیگر از مجروحان در بیمارستان در مجموع ۶ نفر کشته و ۵ نفر زخمی اعلام کرد. صدا و سیما نیز عکسی را مبنی بر به عهده گرفتن عملیات از طرف داعش پخش کرد که در این مورد داعش آن را تکذیب و جعلی خواند.

## ۲۷ آبان
در سومین روز از سالگرد کشتار آبان ۱۳۹۸ تظاهرات و اعتصابات در شهرهای مختلف ایران برگزار شد.
روز جمعه مراسم خاکسپاری جان‌باختگان اعتراضات در چند روز اخیر صحنه شعارهای تند ضدحکومتی شد.
در بسیاری از شهرها نیروهای امنیتی و لباس شخصی به مقابله با معترضان پرداختند
مأموران حکومتی به سوی مردم تیراندازی کرده و چند نفر نیز کشته شده‌اند.
همچنین روز ۲۷ آبان، مردم شهرهای ایذه، سمیرم، بوکان و مهاباد، کودکان و جوانان کشته شده خود در جریان اعتراضات روزهای گذشته را در حالی به خاک سپردند که علیه جمهوری اسلامی شعار دادند. در این روز، مراسم سوم سپهر اسماعیلی در قزوین و یادبود نوید افکاری هم در سپیدان برگزار شد.
مراسم خاکسپاری آرتین رحمانی، از کشته‌شدگان اعتراضات در ایذه با شعارهای اعتراضی مردم از جمله «مرگ بر کل نظام» برگزار شد.

مادر کیان پیرفلک نیز در تشییع پیکر فرزندش شعری اعتراضی خواند و فریاد زد: «ما ملت دلیریم، ایران رو پس می‌گیریم». زینب مولایی‌راد، مادر کیان پیرفلک، در مراسم خاکسپاری فرزندش و در تشریح درگیری‌های شب چهارشنبه گفت:
«به شوهرم گفتم امروز ساعت شش تیراندازی است، بیا از کمربندی برویم. رسیدیم جلوی هلال‌احمر، نیروهای امنیتی با لباس گاردی یک‌طرف ایستاده بودند و نیروهای لباس شخصی روبه‌رویشان و در طرفی دیگر. یکی‌شان داد زد برگردید. کیان گفت بابا، این دفعه را به پلیس‌ها اعتماد کن و برگرد. میثم [پدر کیان] درجا دور زد اما ماشین را به رگبار بستند.»

او در ادامه گفت:
«دو دقیقه قبل تیراندازی به بچه‌ها گفتم بروید زیر صندلی، بچه کوچکم زیر داشبورد بود اما کیان زیر صندلی جا نشد. به ماشین تیر زدند. همسرم فریاد زد که فهمیدم تیر خورده. در را باز کردم، گفتم آقا نزنید، زن و بچه داخل ماشین هستند.»
حمیدرضا روحی، در ۲۷ آبان به ضرب سه گلوله (یکی به زانو و دو تا به سینه) جان باخت.
مردم زاهدان پس از نماز جمعه این شهر با شعار «آزادی آزادی آزادی» به خیابان‌ها آمدند. این معترضان همچون تجمعات پیشین خود با شعار «مرگ بر خامنه‌ای»، «مرگ بر سپاهی» و «مرگ بر بسیجی» تظاهرات بزرگی شکل دادند. در این تجمعات بنرها و پوسترهایی با نام کیان پیرفلک کودک کشته‌شده در اعتراضات ایذه به چشم می‌خورد و برخی نیز شعار سر دادند: «حکومت بچه‌کش، نمی‌خواهیم نمی‌خواهیم». «خامنه‌ای حیا کن، مملکتو رها کن» از دیگر شعارهای معترضانی است که در زاهدان به خیابان آمدند.
مردم سراوان نیز همچون هفته‌های گذشته پس از نماز جمعه به خیابان‌ها آمده و شعارهای اعتراضی همچون «مرگ بر دیکتاتور» و «مرگ بر بسیجی» سر دادند.
در خاش مردم با برگزار کردن راهپیمایی اعتراضی، برخی خیابان‌ها را مسدود کردند. معترضان در خیابان شعار «امسال سال خونه، سیدعلی سرنگونه» سر دادند.
در ایرانشهر نیز شماری از مردم معترض پس از نماز جمعه به خیابان آمده و علیه جمهوری اسلامی شعار دادند.

## ۲۸ آبان
- برخی از مردم معترض، خانه سید روح‌الله خمینی در شهر خمین را به آتش کشیدند.[۱۵۶]
- مأموران امنیتی جمهوری اسلامی به تجمع اعتراضی در دانشگاه کردستان و در حالی که دانشجویان شعار مرگ بر دیکتاتور می‌دادند حمله کردند[۱۵۷]
- هزاران نفر از اهالی کرمانشاه، تهران، همدان و قزوین در مراسم سالگرد یکی از هنرمندان و رهبران جامعه یارسان به نام خلیل عالی‌نژاد (که سال‌ها پیش کشته شده) در صحنه (کرمانشاه) با برپایی برنامه‌های کلام‌خوانی، تنبورنوازی و دف‌زنی در همبستگی با خیزش ۱۴۰۱ ایران شعارهای ضدحکومتی دادند و نیروهای امنیتی سپاهی با پرتاب گاز اشک‌آور، ضرب و شتم و شلیک گلوله، ده‌ها نفر را بازداشت کرده و به اطلاعات سپاه کرمانشاه بردند.[۱۵۸]
- صدها تن از کارکنان صنایع تولیدی کروز تهران - که بزرگ‌ترین شرکت قطعه‌سازی در صنایع خودرو و نیز ماشین‌سازی در ایران است - اعتصاب کردند.[۱۵۹]
- سید علی خامنه‌ای در دهمین هفته اعتراضات سراسری ۱۴۰۱، ضمن اغتشاش نامیدن اعتراضات، تهدید کرد که بساط شرارت، جمع خواهد شد و نیز خواستار مجازات معترضان به اندازه گناهانشان شد.[۱۶۰]
- دانشجویان دانشگاه آزاد شهرقدس تجمع کرده و شعار دادند و شمع روشن کردن که منجر به دستگیری چندین دانشجو شد.
- برخی از کشاورزان اصفهان در اعتراض به تأمین نشدن حق‌آبه کشاورزان شرق و غرب اصفهان تجمع و راهپیمایی اعتراضی برگزار کردند.[۱۶۱]
- تظاهرات در ۱۰۰ شهر دنیا در سالگرد آبان ۹۸ برگزار گردید. در پی فراخوان انجمن خانواده‌های جان‌باختگان هواپیمای اوکراینی برای تظاهرات هماهنگ، بیش از ۱۰۰ شهر جهان به این فراخوان پاسخ دادند. با شروع روز شنبه ۱۹ نوامبر، ایرانیان خارج از کشور همچون هفته‌های گذشته تجمعات گسترده اعتراضی برگزار کردند.[۱۶۲]

### کشتار کردهای ایران
در ۲۸ آبان و در پی دستور خامنه‌ای مبنی بر جمع کردن «بساط شرارت»، سرکوبگری‌های نیروهای حکومتی، به‌ویژه در استان‌های کردستان، کرمانشاه و آذربایجان غربی افزایش چشمگیری یافت به طوری که دست‌کم ۵۰ شهروند معترض به‌دست نیروهای امنیتی کشته شدند.

## ۲۹ آبان
- ده‌ها شاعر سرشناس آمریکایی در نامه‌ای سرگشاده به بازداشت‌شدن بیش از ۱۰۰ شاعر و نویسنده ایرانی در جریان اعتراضات سراسری ۱۴۰۱ ایران اعتراض کرده نگرانی کرده و خطاب به افکار عمومی جهان نوشتند: «زندانی‌شدن شاعران ایران حمله به همه ما است.»[۱۶۴]
- اوج گرفتن اعتراضات و نیز سنگربندی معترضان در مهاباد و در پی آن، اعلام حکومت نظامی و حمله نیروهای جمهوری اسلامی با خودروهای نظامی و هلیکوپتر… به آنجا و سرکوب تعداد زیادی از مردم در شیلان. برخی از شعارهای معترضان، «مرگ بر دیکتاتور» و «این آخرین کلامه، هدف کل نظام» بود.[۱۶۵]
- دانشجویان در ده‌ها دانشگاه، از جمله: دانشکده روان‌شناسی خوارزمی، دانشکده پزشکی دانشگاه علوم پزشکی کردستان، دانشکده فنی دانشگاه یزد، دانشگاه علم و صنعت، دانشکده آمار و تربیت بدنی دانشگاه علامه طباطبایی، دانشکده ادبیات دانشگاه علامه طباطبایی، دانشگاه آزاد تهران واحد سوهانک، دانشکده فیزیک و مهندسی دانشگاه پلی‌تکنیک تهران، دانشگاه علوم توان‌بخشی و سلامت اجتماعی، دانشگاه آزاد نجف‌آباد اصفهان و دانشکده هنر دانشگاه مازندران… در تجمعات اعتراضی و نیز بیش از ۱۰۰ نفر از استادان دانشگاه، خواهان آزادی افراد بازداشت‌شده و برچیدن‌شدن فضای امنیتی در دانشگاه‌ها شدند.[۱۶۶]
- هنگامه قاضیانی و کتایون ریاحی، دو بازیگر سینما[۱۶۷] پس از انتشار تصویرشان بدون حجاب اجباری اسلامی بازداشت شدند. قاضیانی در اینستاگرامش نوشته بود: «شاید این آخرین پُست من باشد؛ بدانید که من تا آخرین نفس، کنار مردم ایران هستم.»[۱۶۸]

## ۳۰ آبان
- پارلمان اروپا در اجلاسی در استراسبورگ از اعتراضات سراسری مردم ایران حمایت کرد. روبرتا متسولا، رئیس پارلمان اروپا گفت: «از این پس و تا اطلاع بعدی، هیچ تماس مستقیمی بین هیئت‌ها و کمیته‌های پارلمان اروپا با همتایان ایرانی [مقامات حکومت جمهوری اسلامی] وجود نخواهد داشت. ما به آنان که در خیابان‌های ایران، چشم امید به ما دارند بی‌اعتنا نخواهیم بود. ما با شما [معترضان ایرانی] هستیم و در کنارتان خواهیم بود.»[۱۶۹]
- گروهی از حقوق‌دانان و وکیلان ایرانی، همچون: نسرین ستوده، محمد سیف‌زاده، مهرانگیز کار، حسین احمدی‌نیاز، محمد اولیایی‌فرد و معین خزائلی در نامه‌ای سرگشاده در خطاب به دبیرکل سازمان ملل متحد، کمیته حقوق کودکان سازمان ملل، شورای حقوق بشر سازمان ملل و نیز صندوق کودکان ملل متحد، خواستار رسیدگی سریع به کشتار کودکان توسط حکومت جمهوری اسلامی شد.[۱۷۰]
- میشل تایلور، نماینده آمریکا در شورای حقوق بشر سازمان ملل متحد، ابراز داشت: «این هفته شورای حقوق بشر، جلسه ویژه‌ای دربارهٔ ایران برگزار خواهد کرد. در شرایطی که به نظر می‌رسد خشونت‌های دولتی علیه معترضان مسالمت‌آمیز، از جمله، زنان و کودکان، در حال افزایش است، ما باید برای حمایت از مردم ایران، گرد هم آییم و مسئولان خشونت [مقامات جمهوری اسلامی] را مورد بازخواست قرار دهیم.»[۱۷۱]
- چند تن از مجریان نیز در ادامه موج انصراف مجری‌ها و هنرمندان از همکاری با حکومت جمهوری اسلامی از ادامه همکاری با سازمان صدا و سیما انصراف دادند.[۱۷۲]
- روزنامه جهان صنعت در ۳۰ آبان و دو روز پس از انتشار یادداشت انتقادی صادق زیباکلام دربارهٔ کشته‌شدن کیان پیرفلک و نیز استفاده برخی نیروهای امنیتی از مواد روان‌گردان برای جلوگیری از تردیدشان در کشتن معترضان در حمله به بازار ایذه، توقیف شد.[۱۷۳]
- در مدرسه برقعی قم، یک آخوند و یک بسیجی در واکنش به شعارهای دانش‌آموزان دخترِ زیر ۱۵ ساله، شروع به کتک‌زدن، سیلی‌زدن، کشیدن موهای آن‌ها و حتی لگد زدن به آن‌ها کردند که منجر به تجمع والدین دانش‌آموزان در مدرسه شد.[۱۷۴]
- عاطفه نعامی در ۳۰ آبان ۱۴۰۱، به‌دست نیروهای سرکوب‌گر نظام جمهوری اسلامی ایران به قتل رسید. پیکر وی پس از گذشت ۵ روز در بالکن آپارتمانش واقع در منطقه عظیمیه کرج پیدا شد. خانواده نعامی خودکشی وی را به‌طور قطع تکذیب کرده‌اند. درنهایت، در ۷ آذر ۱۴۰۱، پیکر بی‌جان عاطفه نعامی توسط مأموران امنیتی جمهوری اسلامی، مخفیانه، با فریب و با وجود مخالفت اعضای خانواده، در سکوت خبری در آرامگاه بهشت‌آباد اهواز، ردیف ۲، قطعه ۵، به خاک سپرده شد.

### قتل‌عام جوانرود
چند هزار نفر از مردم این شهر در روز سی‌ام آبان برای خاک‌سپاری جوان ۱۶ ساله بهاالدین ویسی و عرفان کاکایی دبیر ورزش ۵۰ ساله که شامگاه ۲۹ آبان با شلیک مستقیم مأموران کشته شده بودند، در گورستان شهر حضور یافتند و اندکی بعد مأموران امنیتی و انتظامی به سوی مردم معترض تیراندازی کردند.

## کشته‌شدگان سرشناس آبان
- ۱ آبان: مونا نقیب
- ۳ آبان: مائده جوانفر
- ۴ آبان: پریسا بهمنی
- ۵ آبان:
  - مهرشاد شهیدی
  - فرشته احمدی
- ۸ آبان: کومار درافتاده
- ۹ آبان: نسیم صدقی
- ۱۲ آبان:
  - عرفان زمانی
  - نیما نوری
  - مهدی حضرتی
- ۱۳ آبان:
  - محمدرضا فردوسی
  - نسرین قادری
- ۲۵ آبان:
  - کیان پیرفلک
- ۲۷ آبان:
  - حمیدرضا روحی
- ۳۰ آبان:
  - عاطفه نعامی